# 魏达附近林达
魏达附近林达（德語：Linda bei Weida）是德国图林根州的市镇，隶属于格赖茨县。总面积为8.81平方千米，截至2023年12月31日总人口为416人。